# Capitão Fausto
Capitão Fausto é uma banda portuguesa de rock, indie rock e indie pop formada em 2009, em Lisboa. A banda é composta por Tomás Wallenstein, Domingos Coimbra, Manuel Palha e Salvador Seabra. Desde 2014, são uma das bandas integrantes da editora Cuca Monga, que fundaram com outros elementos.

## História
Formados em Lisboa em 2009, lançaram o primeiro EP auto-intitulado, Capitão Fausto, em 2010. No ano seguinte, em 2011, lançaram o álbum de estreia, Gazela, do qual se destacam o êxito "Teresa" e a reedição da música "Supernova". O álbum seguinte, Pesar o Sol, foi lançado em 2014, com a particularidade de ter sido gravado na Adega da Quinta de Santo Amaro.
Em 2016, lançaram o álbum que marca a transição de aspirantes a músicos para músicos, Capitão Fausto Têm os Dias Contados, que inclui o tema "Amanhã Tou Melhor" e "Morro na Praia", pelo qual ganharam o Globo de Ouro para Melhor Grupo. Com o mesmo título de uma das obras de Almada Negreiros, lançaram o seu quarto álbum, A Invenção do Dia Claro, em 2019, imortalizando temas musicais como "Amor, A Nossa Vida", o que lhes valeu o segundo Globo de Ouro (desta vez na categoria de Melhor Intérprete).
O quinto e mais recente álbum de estúdio, Subida Infinita, foi lançado a 15 de março de 2024, e marca a despedida da banda do agora ex-membro Francisco Ferreira (Ferrari). Para a sua digressão Subida Infinita, Fernão Biu e Miguel Marôco integram a banda para os acompanhar em espetáculos ao vivo.

## Discografia

### Álbuns de estúdio
- Gazela (2011)
- Pesar o Sol (2014)
- Capitão Fausto Têm os Dias Contados (2016)
- A Invenção do Dia Claro (2019)
- Subida Infinita (2024)

### Álbuns ao vivo
- Sol Posto (2021)
- Capitão Fausto & Orquestra das Beiras (2022)

### EPs
- Capitão Fausto (2010)

## Membros
Integrantes
- Tomás Wallenstein – voz, guitarra, teclas (2009–presente)
- Manuel Palha – guitarra, teclas (2009–presente)
- Domingos Coimbra – baixo (2009–presente)
- Salvador Seabra – bateria (2009–presente)

Ex-integrantes
- Francisco Ferreira – teclas (2009–2024)